# Longchamp, Côte-d'Or
Longchamp är en kommun i departementet Côte-d'Or i regionen Bourgogne-Franche-Comté i östra Frankrike. Kommunen ligger i kantonen Genlis som tillhör arrondissementet Dijon. År 2022 hade Longchamp 1 168 invånare.

## Befolkningsutveckling
Antalet invånare i kommunen Longchamp
Referens:INSEE